# 13991 Kenphillips
13991 Kenphillips è un asteroide della fascia principale. Scoperto nel 1993, presenta un'orbita caratterizzata da un semiasse maggiore pari a 2,4005271 UA e da un'eccentricità di 0,1984946, inclinata di 3,30214° rispetto all'eclittica.